# Меротерпены
Меротерпен — это химические соединения, имеющие частичную терпеноидную структуру.

## Примеры

### Терпенофенолы
Терпенофенолы — это соединения, которые представляют собой частично терпены, частично фенолы. Растения родов хмель (Humulus) и каннабис (Cannabis) производят терпенофенольные метаболиты. Примерами терпенофенолов служат:
- Бакучиол
- Ферругинол
- Мутизиантол
- Тотарол

Терпенофенолы также могут быть выделены от животных. Терпенофенольные метоксиконидиол, эпиконикол и дидегидроконикол, выделены из асцидий Aplidium aff. densum проявляют антипролиферативную активность.